# Arantza Quiroga
Arantza Quiroga Cía (Irún, Guipúzcoa, 26 de julio de 1973) es una abogada y expolítica española, presidenta del Partido Popular del País Vasco desde 2013 hasta su dimisión en 2015.  Ha sido el único miembro del Partido Popular en ocupar la presidencia del Parlamento Vasco, cargo que ejerció entre 2009 y 2012.

## Biografía
Arantza Quiroga nació en la localidad guipuzcoana de Irún. Su padre, vallisoletano, había llegado al País Vasco con catorce años y trabajaba en una carpintería metálica. Su madre era vasca y vascohablante. Aunque la familia de su madre le hablaba en euskera cuando era pequeña, Arantza no lo habla, aunque sí lo entiende.
Su madre quiso que votara al Partido Nacionalista Vasco cuando alcanzó la mayoría de edad, pero ella manifestó su preferencia por el Partido Popular. A los diecinueve años de edad se afilió a las Nuevas Generaciones del Partido Popular. Con veintiún años, en 1995, y a propuesta de José Eugenio Azpiroz, se presentó a las elecciones municipales en Irún por dicho partido, resultando elegida concejala. En esa época, la presión terrorista hacía muy complicado encontrar candidatos para las listas del Partido Popular. Es licenciada en Derecho por la UNED y madre de cinco hijos.
A los veinticuatro años, y después de tres como concejal, acudió a unas jornadas del partido en Madrid en conmemoración de las primeras elecciones democráticas, donde hizo uno de los discursos y causó muy buena impresión en José María Aznar. A partir de ese momento, su carrera política empezó a transcurrir de manera ascendente.
En 1998 fue elegida parlamentaria vasca, revalidando su cargo en la cámara vasca durante diecisiete años. En 2008 fue elegida vicesecretaria general del PP en el País Vasco durante el XII Congreso regional del partido, en el que Antonio Basagoiti fue elegido presidente sustituyendo a María San Gil.

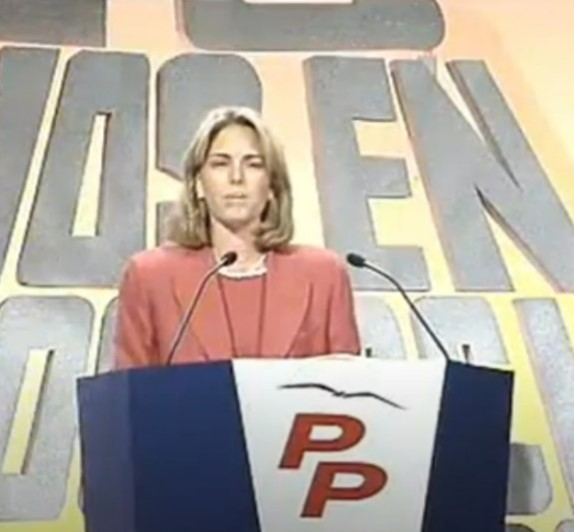
Arantza Quiroga en unas jornadas del partido en Madrid en conmemoración de las primeras elecciones democráticas, en 1998, donde dio un discurso

Fue cabeza de lista por Guipúzcoa en las elecciones al Parlamento Vasco de 2009, resultando elegida de nuevo parlamentaria. Tras el acuerdo entre el Partido Popular del País Vasco y el Partido Socialista de Euskadi para apoyar la investidura de Patxi López, Arantza Quiroga fue elegida presidenta de la cámara vasca el 3 de abril con 38 votos, frente a los 36 votos a favor de su predecesora en el cargo Izaskun Bilbao, candidata del PNV.
En las elecciones al Parlamento Vasco de 2012 fue nuevamente elegida como parlamentaria por Guipúzcoa. Dejó de ser la presidenta del Parlamento Vasco debido a la nueva mayoría nacionalista que impedía revalidar el acuerdo entre el PSE y el PP. Su sucesora fue Bakartxo Tejeria del PNV, también elegida por Guipúzcoa y exalcaldesa de Villabona.
En mayo de 2013 fue elegida presidenta del Partido Popular del País Vasco tras la renuncia de Antonio Basagoiti. Dimitió del cargo en octubre de 2015 después de que el PP nacional le obligara a retirar su iniciativa para crear una ponencia de libertad y convivencia dirigida a todos los partidos del Parlamento Vasco, incluido EH Bildu. Fue sustituida por el ministro de Sanidad y presidente del PP de Álava, Alfonso Alonso, quien censuró públicamente la iniciativa de Quiroga. El 19 de octubre de 2015 renunció a su escaño en el Parlamento Vasco.

## Ideología
Quiroga mantiene un discurso de condena y rechazo al terrorismo de ETA y de apoyo a las víctimas de dicha organización. Su discurso ideológico hace hincapié, entre otras cosas, en la falta de libertad en el País Vasco, su oposición al aborto y su defensa de la familia tradicional. Además está a favor de una reforma del programa educativo para inculcar valores de paz entre los jóvenes vascos.
Tras conocerse su candidatura a la presidencia del Parlamento Vasco, Quiroga declaró en una entrevista pertenecer al «ala conservadora del PP». Posteriormente, ya como presidenta del Parlamento, matizó que tal identificación era consecuencia de ser católica, haberlo hecho público y tratar de ser coherente con dicha religión.
En el plano de la educación, ha expresado la necesidad de reformar el sistema educativo vasco para inculcar valores en la juventud. Quiroga ha afirmado que la clave se encuentra en devolver protagonismo a las familias, porque las escuelas han sido por mucho tiempo salas de experimento de diversas élites políticas, más ocupadas en adoctrinar que en educar.
La cuestión del terrorismo es también muy importante. Su experiencia como política vasca está marcada por la violencia de ETA. Las víctimas de la organización son para Quiroga «el principal referente de cordura en medio de la barbarie», porque «nadie más ha sentido lo más oscuro de la naturaleza humana, el odio ciego».
En materia autonómica, Quiroga defiende las instituciones políticas del autogobierno vasco. Sostiene que la descentralización es un imperativo jurídico comunitario, derivado del principio de subsidiariedad, según el cual los centros de decisión política deben estar lo más cerca posible al ciudadano. Defiende por ello la necesidad de que los parlamentos regionales alcancen mayor protagonismo a nivel europeo. En las reuniones de la Conferencia de las Asambleas Legislativas Regionales de Europa (CALRE) ha defendido que «la Europa de las regiones es compatible con una Europa de los Estados», porque son dos escalas de gobernanza que deben ser complementarias. Defiende también por ello la legitimidad del Concierto Económico vasco frente a sus detractores, por considerarlo expresión institucional legítima del principio de subsidiariedad, que además cuenta con una tradición histórica de más de un siglo. 
Defiende la necesidad de un «cambio de mentalidad» en los esquemas laborales que permita desarrollar el «potencial productivo de la mujer». Quiroga apunta el creciente protagonismo que la mujer está adquiriendo en la economía, y su ascendente presencia en los sectores de mayor crecimiento como los servicios, la sanidad o la educación. Para ella, unos de los principales lastres que afronta la mujer trabajadora hoy en día es la virtual imposibilidad de conciliar trabajo y familia. Ante esto, señala la necesidad de medidas de conciliación.

Estudios apuntan que la mujer sigue soportando el grueso de la carga doméstica. Aunque suene increíble, para las españolas sigue siendo un auténtico dilema la decisión de procrear. Quienes deciden tener familia, muchas veces se ven obligadas a renunciar, o a trabajar media jornada o, en ocasiones, a seguir el ritmo afrontando situaciones de estrés invivibles. Las consecuencias más obvias son la perpetuación de una situación injusta, el desperdicio de recurso humano y unas cada vez más sombrías expectativas demográficas.

Se declara también contraria al aborto y defensora de la vida, argumentando que el feto es un ser humano desde el mismo momento de la concepción.